# Districtul Snina

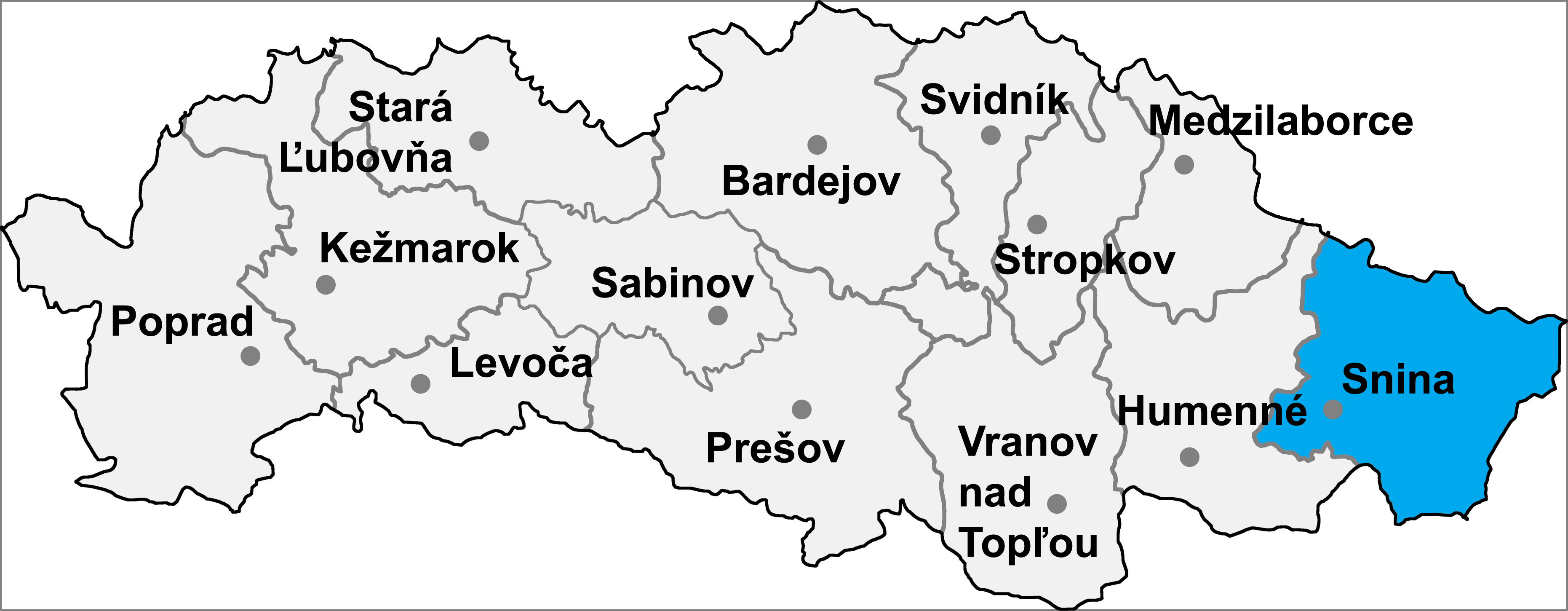
Districtul Snina

Districtul Snina (okres Snina) este un district în Regiunea Prešov din Slovacia estică.

## Demografie
| An:                | 1994   | 2004   | 2014   | 2024   |
| ------------------ | ------ | ------ | ------ | ------ |
| Număr de persoane: | 39.369 | 39.204 | 37.451 | 33.792 |
| Diferență:         |        | −0,41% | −4,47% | −9,77% |

| An:                | 2023   | 2024   |
| ------------------ | ------ | ------ |
| Număr de persoane: | 34.071 | 33.792 |
| Diferență:         |        | −0,81% |

## Comune
- Belá nad Cirochou
- Brezovec
- Čukalovce
- Dlhé nad Cirochou
- Dúbrava
- Hostovice
- Hrabová Roztoka
- Jalová
- Kalná Roztoka
- Klenová
- Kolbasov
- Kolonica
- Ladomirov
- Michajlov
- Nová Sedlica
- Osadné
- Parihuzovce
- Pčoliné
- Pichne
- Príslop
- Runina
- Ruská Volová
- Ruský Potok
- Snina
- Stakčín
- Stakčínska Roztoka
- Strihovce
- Šmigovec
- Topoľa
- Ubľa
- Ulič
- Uličské Krivé
- Zboj
- Zemplínske Hámre